# Vigilant (yacht)
Le yacht Vigilant était, lors de la coupe de l'America 1893, le defender américain opposé au challenger britannique Valkyrie II du Royal Yacht Squadron.

## Construction

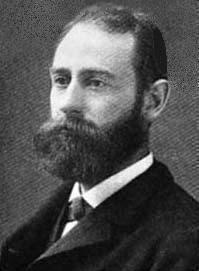
L'architecte naval et skipper Nathanael Herreshoff

Les plans du Vigilant ont été dessinés par l’architecte américain Nathanael Herreshoff en 1893 sur commande d'un syndicat dirigé par Charles Oliver Iselin. La construction a été réalisée par les chantiers Nathanael Herreshoff Company. Il est le premier des cinq voiliers victorieux dessinés par Herreshoff pour la Coupe de l'America.
Il est doté d'une structure entièrement en métal : acier et bronze.

## Carrière
Le Vigilant est lancé le 14 juin 1893. Barré par Herreshoff lui-même, il remporte les régates de qualification contre le Colonia, le Jubilee et le Pilgrim. Il bat par la suite le challenger britannique Valkyrie II.
En 1895, il perd lors des régates qualificatives contre le futur vainqueur de la coupe le Defender.
Il fut démoli en 1910.